# Kim đồng vàng
Kim đồng vàng hay kim đồng, danh pháp khoa học: Galphimia gracilis, là một loài thực vật thuộc họ Sơ ri (Malpighiaceae).

## Đặc điểm
Cây gỗ nhỏ, mọc thành bụi dày, chỉ cao 1m, phân cành nhánh nhiều. Lá thuôn bầu dục đều nhẵn. Cụm hoa dạng tán thưa, hoa màu vàng tươi với 5 cánh tràng. Quả hạch, hình cầu.
Cây có nguồn gốc từ México. Tại Việt Nam cây được trồng từ miền Trung trở vào miền Nam.
Sinh trưởng: thuộc loài cây nhiệt đới, cây ưa sáng, cây mọc khỏe chịu được khô hạn, nắng nóng, gió biển. Cây được gây trồng chủ yếu bằng hạt hoặc chiết cành.

## Sử dụng
Cây sử dụng làm cây cảnh, được trồng dày thành thảm. Thường được phối hợp trồng xen với đá cảnh trên nền đất gò đồi tạo cảnh quan rất đẹp.